# Rune Herregodts
Rune Herregodts (Aalst, 27 de julio de 1998) es un ciclista belga que compite con el equipo UAE Team Emirates XRG.

## Palmarés
2020
- París-Tours sub-23

2021
- Tour de Drenthe

2022
- 1 etapa de la Vuelta a Andalucía
- 1 etapa del Sazka Tour

2023
- 3.º en el Campeonato de Bélgica Contrarreloj

2024
- ZLM Tour, más 1 etapa
- 3.º en el Campeonato de Bélgica Contrarreloj

## Resultados en Grandes Vueltas
| Carrera | Carrera         | 2021 | 2022 | 2023 | 2024 |
| ------- | --------------- | ---- | ---- | ---- | ---- |
|         | Giro de Italia  | —    | —    | —    | —    |
|         | Tour de Francia | —    | —    | —    | —    |
|         | Vuelta a España | —    | —    | Ab.  | —    |

―: no participa
Ab.: abandono

## Equipos
- Sport Vlaanderen-Baloise (2021-2022)
- Intermarché-Wanty (2023-2024)
  - Intermarché-Circus-Wanty (2023)
  - Intermarché-Wanty (2024)
- UAE Team Emirates XRG (2025-)